# Галатоне
Галатоне (итал. Galatone) је насеље у Италији у округу Лече, региону Апулија.
Према процени из 2011. у насељу је живело 14153 становника. Насеље се налази на надморској висини од 60 м.

## Становништво
| 1931.  | 1936.  | 1951.  | 1961.  | 1971.  | 1981.  | 1991.  | 2001.  | 2011.  |
| ------ | ------ | ------ | ------ | ------ | ------ | ------ | ------ | ------ |
| 10.939 | 11.595 | 13.475 | 13.890 | 14.139 | 15.082 | 16.153 | 15.895 | 15.754 |